# Сельское поселение Самотовинское
Сельское поселение Самотовинское — упразднённое сельское поселение в составе Великоустюгского округа Вологодской области. В рамках организации местного самоуправления Великоустюгский район преобразован в муниципальный округ, в связи с чем все сельские поселения округа упразднены и разделяются на территориальные отделы.
Административный центр — посёлок Новатор.
Население по данным переписи 2010 года — 3254 человека, оценка на 1 января 2012 года — 3184 человека, оценка фактически проживающего населения на 2023 год — 3827 человек.

## История
Самотовинский сельсовет был образован в 1924 году. В 2002 году к нему присоединён Луженгский сельсовет.
В 1999 году был утверждён список населённых пунктов Вологодской области. Согласно этому списку в состав Самотовинского сельсовета входили 15 населённых пунктов.
В 2001 году была упразднена деревня Корчагино.
В том же году к Самотовинскому сельсовету была присоединена часть территории упразднённого Луженгского сельсовета, расположенная на правом берегу реки Сухоны с деревнями Красавино, Большая Слобода, Власово, Кулатино, Климово, Лобаново, Малая Слобода, Прислон, Савино, Степаница, Фалалеево и упразднённой деревней Лучкино.
1 января 2006 года в соответствии с Федеральным законом № 131 «Об общих принципах организации местного самоуправления в Российской Федерации» Самотовинский сельсовет преобразован в сельское поселение.

## Описание
На территории сельского поселения расположены памятник природы регионального значения «Моркинская роща», посаженная в 1903 году, Шиленгский бор.
Основное предприятие — фанерный комбинат «Новатор», основанный в 1910 году.
В сельском поселении действуют Голузинская средняя школа, физкультурно-оздоровительный комплекс, музей истории фанерного комбината, школьный краеведческий музей.
В школьном музее представлены экспозиции, посвящённые выпускнику Голузинской школы лётчику-испытателю Владимиру Аркадьевичу Логиновскому, который был удостоен звания Героя России.

## Населённые пункты
С 2020 года в состав поселения входят 24 населённых пункта, в том числе 2 посёлка, 22 деревни, из них 5 нежилых.
Фактическое население населённых пунктов Самотовинского территориального отдела на 2023 год можно узнать на сайте администрации Великоустюгского округа.
| Населённый пункт          | ОКАТО          | Рег. номер | Расстояние до районного центра, км | Расстояние до центра поселения, км | Индекс | Координаты                      |
| ------------------------- | -------------- | ---------- | ---------------------------------- | ---------------------------------- | ------ | ------------------------------- |
| деревня Большая Слобода   | 19 214 856 017 | 997        | 31                                 |                                    | 162352 | 60°37′23″ с. ш. 45°54′53″ в. д. |
| деревня Буньково          | 19 214 856 002 | 1179       | 12                                 | 5                                  | 162350 | 60°41′50″ с. ш. 46°10′09″ в. д. |
| посёлок Валга             | 19 214 856 003 | 1180       | 5                                  | 5                                  | 162350 |                                 |
| деревня Власово           | 19 214 856 018 | 998        | 39                                 |                                    | 162352 | 60°39′23″ с. ш. 45°53′05″ в. д. |
| деревня Горка-Манагорская | 19 214 856 004 | 1181       | 17                                 | 10                                 | 162350 | 60°40′37″ с. ш. 46°04′53″ в. д. |
| деревня Жеребятьево       | 19 214 856 005 | 1182       | 5                                  | 3                                  | 162350 |                                 |
| деревня Климово           | 19 214 856 020 | 1000       | 32                                 |                                    | 162352 | 60°40′20″ с. ш. 45°55′57″ в. д. |
| деревня Красавино         | 19 214 856 016 | 995        | 40                                 |                                    | 162352 | 60°40′06″ с. ш. 45°52′26″ в. д. |
| деревня Кулатино          | 19 214 856 019 | 1001       | 33                                 |                                    | 162352 | 60°38′17″ с. ш. 45°54′24″ в. д. |
| деревня Леоново           | 19 214 856 007 | 1184       | 18                                 | 11                                 | 162350 | 60°40′23″ с. ш. 46°04′24″ в. д. |
| деревня Лобаново          | 19 214 856 021 | 1003       | 34                                 |                                    | 162352 | 60°38′51″ с. ш. 45°53′29″ в. д. |
| деревня Матрениха         | 19 214 856 008 | 1185       | 9                                  | 2                                  | 162350 | 60°43′56″ с. ш. 46°11′49″ в. д. |
| деревня Меденицыно        | 19 214 856 009 | 1186       | 5                                  | 3                                  | 162350 | 60°45′40″ с. ш. 46°12′45″ в. д. |
| посёлок Новатор           | 19 214 856 001 | 1178       | 7                                  | —                                  | 162350 | 60°44′59″ с. ш. 46°13′03″ в. д. |
| деревня Онбово            | 19 214 856 010 | 1187       | 2                                  | 5                                  | 162396 | 60°45′53″ с. ш. 46°15′32″ в. д. |
| деревня Опалипсово        | 19 214 856 011 | 1188       | 8,5                                | 1,5                                | 162350 | 60°43′51″ с. ш. 46°11′23″ в. д. |
| деревня Подсосенье        | 19 214 856 012 | 1189       | 10                                 | 3                                  | 162350 | 60°43′16″ с. ш. 46°10′44″ в. д. |
| деревня Поповкино         | 19 214 856 013 | 1190       | 3                                  | 6                                  | 162396 | 60°46′02″ с. ш. 46°15′07″ в. д. |
| деревня Прислон           | 19 214 856 023 | 1007       | 37                                 |                                    | 162352 | 60°39′01″ с. ш. 45°55′08″ в. д. |
| деревня Савино            | 19 214 856 024 | 1009       | 32                                 |                                    | 162352 | 60°39′41″ с. ш. 45°58′24″ в. д. |
| деревня Степаница         | 19 214 856 025 | 1010       | 34                                 |                                    | 162352 | 60°38′44″ с. ш. 45°54′10″ в. д. |
| деревня Фалалеево         | 19 214 856 026 | 1011       | 39                                 |                                    | 162352 | 60°39′30″ с. ш. 45°53′28″ в. д. |
| деревня Чернятино         | 19 214 856 014 | 1191       | 10                                 | 3                                  | 162350 | 60°43′04″ с. ш. 46°11′00″ в. д. |
| деревня Шиленга           | 19 214 856 015 | 1192       | 12                                 | 5                                  | 162350 | 60°41′58″ с. ш. 46°09′09″ в. д. |

Населённые пункты, упразднённые 18 января 2001:
| Населённый пункт  | ОКАТО          | Рег. номер | Расстояние до районного центра, км | Расстояние до центра поселения, км |
| ----------------- | -------------- | ---------- | ---------------------------------- | ---------------------------------- |
| деревня Корчагино | 19 214 856 006 | 1183       | 18                                 | 11                                 |
| деревня Лучкино   | 19 214 824 010 | 1004       | 40                                 |                                    |

Населённый пункт, упразднённый в 2020 году
| Населённый пункт      | ОКАТО          | Рег. номер | Расстояние до районного центра, км | Расстояние до центра поселения, км | Индекс | Координаты                      |
| --------------------- | -------------- | ---------- | ---------------------------------- | ---------------------------------- | ------ | ------------------------------- |
| деревня Малая Слобода | 19 214 856 022 | 1005       | 32                                 |                                    | 162352 | 60°38′01″ с. ш. 45°54′32″ в. д. |